# Los Marginales (banda)
Los Marginales es un grupo chileno de rap y hip hop, reconocido como pionero y parte de la "vieja escuela" del género en el país. Formado en parte del grupo C.M.C. Rapers, sus primeros integrantes fueron los MC Jaime "Lalo Marginal" Miranda, Guillermo "Memo Marginal" Navarro y Miguel "Poly MC" Navarro, además del DJ Gregorio "Kingmaster" Rodríguez, actualmente nombrado Cogoyo.

## Historia

### Inicios en el breakdance
Memo y Lalo Marginal asistían a eventos y competiciones de breakdance ya desde los 15 años, en 1984, en pleno contexto de dictadura militar. Provenientes de la comuna de Lo Prado, se reunían a bailar con otros breakers y grupos como Night Fury, TNT (integrado por Toño Negro y Toño Blanco) o Floor Marter en comunas como Pudahuel o San Miguel. Con el estreno en televisión abierta de las películas Beat Street y Breakdance, la práctica del breaking se popularizaría también en zonas más céntricas de Santiago.
Uno de los grupos que se dedicó a esta rama de la cultura hip hop fue Breaking B-14, quienes solían reunirse en el paradero 14 de la comuna de La Florida y que tendría entre sus integrantes a Gregorio Rodríguez, llamado entonces DJ Gregor King Master. Él además lideraba el grupo Beat Hot Breaker, proveniente de Puente Alto. La presentación en televisión abierta de los b-boys Mr. Wiggles y Pop Master Fabel en el programa Sábado gigante, conocidos como Pabón y Clemente abrieron un escenario para que el circuito de breakdance en Santiago difundiera masivamente este estilo de baile.
Hacia 1985, la calle Bombero Ossa, cercana al céntrico Paseo Ahumada, se había consolidado como el centro neurálgico de competencias de breakdance que convocaban a breakers de distintas comunas de la capital. En este entorno Memo, Lalo y King Master entran en contacto con quienes serían los futuros integrantes de Panteras Negras y con Jimmy Fernández, quien conformaría después La Pozze Latina.

### Experimentación con el rap y formación del grupo
A inicios de 1985, Lalo, Memo y King Master reciben un casete original del álbum debut del grupo estadounidense Run-D.M.C, el que tendría una gran influencia en sus inicios en el rap. Con una tornamesa Technics que su padre había conseguido, Lalo ensayaría sus primeros scratcheos con discos de Camilo Sesto, Sandro, Dyango y José Luis Perales. Al tiempo se uniría King Master, quien solo tenía experiencia de DJ de música disco, aprendiendo las técnicas practicadas por Lalo. Junto con Memo incorporaron las primeras improvisaciones de versos con ritmo, todavía distantes del rapping propiamente tal.
En un contexto de movilizaciones estudiantiles contra la municipalización escolar, en las que el grupo participaba activamente siendo estudiantes del Liceo Miguel Luis Amunátegui, llega a Chile un importante influjo de hip hop neoyorkino y una masificación de la práctica del beatboxing callejero. Paralelamente, el grupo empezó a experimentar con el sample a través de la regrabación de cintas de casete. En esta época fueron relevantes las influencias de LL Cool J, Beastie Boys y Public Enemy.
Los orígenes del grupo datan de alrededor de 1987, cuando Lalo Molino (que era como se apodaba a Lalo Marginal por el emblemático paso de breakdance) formó C.M.C. Rapers con raperos de Lo Prado y Providencia. Entre ellos se encontraba Claudio Flores, uno de los breakers habituales en el pasaje Bombero Ossa. El mismo año, Memo y Poly MC se habían conformado como dúo, pasándose a llamar Los Marginales cuando incorporaron a más integrantes. Los primeros temas grabados de forma casera en casete fueron compartidos de mano en mano con quienes asistían regularmente a Bombero Ossa, sirviendo incluso a grupos como Panteras Negras para la creación de sus propios temas. El grupo también empieza a incorporar la influencia del gangsta rap a través de exponentes como Ice T y N.W.A.
Lalo Marginal organizó el primer recital de rap en Chile el 16 de junio de 1990, en el gimnasio Manuel Plaza de Ñuñoa, donde tocó C.M.C. Rapers y otros grupos pioneros del hip hop en el país. En este espacio habían tocado grupos de metal nacionales como Pentagram Chile, Massakre o Dorso. Al poco tiempo C.M.C. Rapers se une a Los Marginales, que pasa a ser el nombre oficial del grupo teniendo en su formación a Lalo Marginal, Memo Marginal, DJ Cogoyo y Poly MC. Tras esta unión, Claudio Flores abandona el grupo para formar Fuerza Hip-Hop.

### Actuaciones en vivo y lanzamiento deMarginal
Con la formación afianzada, Los Marginales empezaron a tocar en vivo en diversos escenarios: colegios, universidades, plazas públicas y poblaciones en la Región Metropolitana. También tuvieron escenario recurrente en las fiestas "Spandex", realizadas en recintos como el Teatro Esmeralda en San Diego o el Teatro Carrera. Esta experiencia también les permitió mayor contacto con exponentes de la escena punk local como Sebastián "Tan" Levine de los Pinochet Boys.
El contacto con Tan Levine, que formaba parte de la banda Electrodomésticos, les permitió ensayar en su casa y grabar en el estudio del líder de esa banda, Carlos Cabezas. La mezcla de música de Los Marginales ya había mejorado notablemente en 1990 cuando a través de un contacto proveniente de Estados Unidos obtuvieron una caja de ritmos Alesis SR-16. Para el álbum, se incorporaron samples de artistas como AC/DC, Santana, James Brown, Ice T, The Fat Boys y KC and the Sunshine Band, además de ritmos cercanos al punk interpretados en la guitarra por Jesús "Milenko" Cortés. Las letras, creadas principalmente por Lalo y Memo, estaban cargadas de una abierta crítica social y de relatos de la vida cotidiana en la calle.
Una vez grabado el disco, Memo le encargó a su amigo de la adolescencia Richard Robles que lo promocionara, quien haría contacto con Prodisc, subsidiaria de Sony Music. De esta forma, en 1992 Los Marginales lanzaron su álbum Marginal, y pese a ser su único álbum de estudio, marcaron un hito al ser el primer grupo chileno de rap en lograr una firma con una discográfica multinacional. Este lanzamiento le abrió al grupo la oportunidad de sonar en las emisoras locales, hacer entrevistas y presentarse más frecuentemente en vivo.
La banda se disolvió en 1994 por problemas financieros y por proyectos propios. Vuelven a reunirse el 2010 donde sacan un sencillo llamado "La Vola", y durante 2020 en plena pandemia suben a las redes el tema "Hey" con contenido político contingente y "La Bestia", aludiendo directamente al problema de las drogas en las poblaciones de Santiago.[cita requerida]

## Discografía
- Marginal (1992)